# Fenczik István
Fenczik István (Nagylucska, Bereg vármegye, 1892. október 13. – Ungvár, 1946. március 30.) kárpátaljai magyar görögkatolikus pap, szentszéki tanácsos, neveléstudós, újságíró, politikus, csehszlovákiai és magyarországi országgyűlési képviselő.

## Élete
1892-ben született a Bereg vármegyei Nagylucskán, görögkatolikus vallásban. Apai ági felmenői akkor már évszázadok óta laktak a Kárpátalján, részt vettek az erdélyi fejedelmek szabadságharcaiban is; egyik őse, mint II. Rákóczi Ferenc kapitánya, nemesi címet is szerzett – ő maga utóbbinak volt hetedik generációs leszármazottja. Apja Drugetháza görögkatolikus esperes lelkésze, és a munkácsi egyházmegye szentszéki tanácsosa volt.
Középiskolai tanulmányait az ungvári és a beregszászi gimnáziumban végezte, majd a budapesti tudományegyetem hittudományi karának, illetve a bécsi egyetem bölcsészeti karának volt a hallgatója. Párizsban, a Sorbonne Egyetemen jogi tanulmányokat is folytatott, amiket végül a sárospataki jogakadémián fejezett be. 1918-ban Bécsben egyetemes teológiai doktorrá avatták, nem sokkal később pedig, egy kiegészítő szigorlat letételét követően a budapesti hittudományi karnak is teológiai doktora lett.
Ezeken felül ugyancsak 1918-ban Budapesten bölcsészeti doktorrá is avatták, illetve zeneakadémiai tanulmányainak lezárásaként a budapesti Zeneművészeti Főiskolán is oklevelet szerzett. Korábbi képzettségei mellé, 1922-ben Debrecenben megkapta a középiskolai tanári oklevelet is, latin nyelvből és történelemből, s ugyanabban az évben a prágai Károly Tudományegyetemen is sikerrel honosíttatta okleveleit.
Tanári pályáját 1916-ban kezdte, mint az ungvári tanítóképző tanára és az egyházmegyei püspöki énekkar karnagya. 1918-tól nyolc éven át az ungvári reálgimnáziumban működött, mint rendes tanár, ugyanabban az időben az ungvári teológián is tanított. 1929-ben az ungvári teológia dékánja, később rektora lett.
A cseheknek az előbb ukránosító, majd csehesítő törekvéseivel szembeszállva, azok meggátlására már 1923-ban megszervezte a „Duchovits” Magyarorosz Kultúregyesületet, amelynek hosszabb időn át ügyvezető titkára volt. 1930-ban a „Duchovits” Kárpátorosz Cserkészek Központját szervezte meg, amit elnökként irányított. 1932-ben napilapot indított a kárpátaljai ruszin lakosság számára, Karpatorusszkij Golosz címmel, aminek szerkesztője és kiadója is volt.
Mint a kárpátorosz egyesületek és szervezetek kiküldöttje, nagyobb külföldi városokban, sőt Észak-Amerikában is jelentős szervező munkát fejtett ki; 1934-ben például több mint 150 előadást tartott szülőföldje viszonyairól Amerika-szerte, ottani partnerszervezetek meghívására. Visszatérésekor a csehek, a lengyel-magyar közös határ visszaállítása iránt kifejtett propagandája miatt őrizetbe vették, majd Ungváron bebörtönözték; híveinek szavazatai váltották csak ki a börtönből 1935-ben, amikor is a prágai nemzetgyűlés képviselőjévé választották.
Politikai attitűdje miatt ebben az időben minden állását elvesztette, csak újságírói keresményéből tudta fenntartani magát. Megélhetése így sem volt egyszerű: sajtópereinek száma megközelítette az ötszázat. 1935-ben Huszton megalakult a Kárpátorosz Nemzeti Autonóm Párt, amely vezetőjévé választotta; később a prágai parlamentben a Kárpátorosz Nemzeti Párt Klubjának alelnöke lett.
Az első bécsi döntés előtt néhány nappal, 1938. október 11-én Prágában miniszteri kinevezést kapott, de a döntést követően – november 3. után, amikor is az összes kárpátaljai országos pártszervezetek deklarálták a térség Magyarországhoz való csatlakozására irányuló szándékukat – ottani helyzete tarthatatlanná vált.
A magyarlakta kárpátaljai részeknek az anyaországhoz való visszatérése után meghívták a magyar országgyűlés tagjának is, mint kárpátaljai meghívott képviselőt. Székfoglaló beszéde lényegében egy deklaráció volt, amelyben Kárpátalja addig még fel nem szabadult részeinek is Magyarországhoz való visszacsatolását követelte. Igen nagy számú kárpátaljai kulturális és egyéb civil szervezetnek volt tagja, illetve az anyaországban is számtalan településen, közösségben tartott előadást a trianoni határokon túl rekedt magyarság viszonyairól.